# Coelogyne tommii
Coelogyne tommii là một loài thực vật có hoa trong họ Lan. Loài này được Gravend. & P.O'Byrne mô tả khoa học đầu tiên năm 1999.